# Pęza
Pęza – wieś w Polsce położona w województwie podlaskim, w powiecie łomżyńskim, w gminie Piątnica.
Dawniej Penza.
Wierni kościoła rzymskokatolickiego należą do parafii Przemienienia Pańskiego w Piątnicy.

## Historia
Dawniej prywatna wieś szlachecka Penza położona była w drugiej połowie XVI wieku w powiecie kolneńskim ziemi łomżyńskiej województwa mazowieckiego. W latach 1921–1939 wieś leżała w województwie białostockim, w powiecie kolneńskim (od 1932 w powiecie łomżyńskim), w gminie Rogienice.
Według Powszechnego Spisu Ludności z 1921 roku wieś zamieszkiwało 190 osób, 187 było wyznania rzymskokatolickiego a 3 ewangelickiego. Jednocześnie wszyscy mieszkańcy zadeklarowali polską przynależność narodową. Było tu 31 budynków mieszkalnych. Miejscowość należała do parafii rzymskokatolickiej w m. Piątnicy i ewangelickiej w Łomży. Podlegała pod Sąd Grodzki w Stawiskach i Okręgowy w Łomży; właściwy urząd pocztowy mieścił się w m. Łomży.
W latach 1975–1998 miejscowość należała administracyjnie do województwa łomżyńskiego.